# Библионет
Библионет: дани матичних библиотека Србије је традиционална научна и стручна годишња манифестација у области библиотечко-информационе делатности која има за циљ промоцију делатности матичних библиотека организованих у Заједницу матичних библиотека Србије и других библиотека Србије и развој научно-истраживачког и стручног рада у библиотечко-информационој делатности Републике Србије. Оснивач манифестацијe је Заједница матичних библиотека Србије, а извршни организатори скупа су Заједница матичних библиотека Србије, Народна библиотека Србије и матична библиотека-домаћин за текућу годину.

## Историјат
Заједница матичних библиотека Србије од свог настанка је кроз историју више пута мењала како своју организациону структуру, тако и назив. Основана као Заједница матичних библиотека СР Србије 1967, овај назив носила је до 1979. када мења име у Заједница матичних библиотека СР Србије ван територија САП. Од 1989. до 1992. носи назив Заједница матичних библиотека СР Србије, од 1992. до 2005. Заједница библиотека Србије, а од 2005. Заједница матичних библиотека Србије.
Заједница матичних библиотека Србије је оснивач Библионета - научне и стручне редовне годишње Манифестације из области библиотечко-информационе делатности Републике Србије. Извршни организатори Манифестације су Заједница матичних библиотека Србије, Народна библиотека Србије и матична библиотека-домаћин за текућу годину. Организациони одбор Манифестације именује Заједница матичних библиотека Србије. Суиздавачи издања Манифестације су Заједница матичних библиотека Србије, Народна библиотека Србије и матична библиотека-домаћин за текућу годину.
Манифестација Библионет је основана у циљу промовисања делатности матичних библиотека и афирмисања научно- истраживачког рада у библиотечко- информационој делатности Републике Србије. По усвојеној концепцији, манифестација траје три дана и одржава се сваке године у седишту једне од матичних библиотека, а тема сваког скупа треба да буде везана за теорију и праксу остваривања матичних функција у нашем библиотекарству.
Први Библионет одржан је у Крушевцу је од 4. до 6. јуна, а домаћин је била Народна библиотека Крушевац, која је те године славила 150. годишњицу отварања Читалишта.

## Хронологија
Библионет се у континуитету организује од 2007. године током јуна или септембра месеца:
|     | Датум                  | Место      | Тема |
| --- | ---------------------- | ---------- | --- |
| 1.  | 4-6. јун 2007.         | Крушевац   | Колекције у библиотекама – формирање, заштита, богаћење, одржавање, ревизија и коришћење                   |
| 2.  | 2-3. јуна 2008.        | Суботица   | Библиотечке услуге                                                                                         |
| 3.  | 3-4. јун 2009.         | Сомбор     | Најбољи пројекти библиотека у Србији 2006-2009                                                             |
| 4.  | 2-3. јун 2010.         | Пожаревац  | Скривено благо библиотека Србије: најдрагоценији експонати из завичајних збирки јавних библиотека у Србији |
| 5.  | 22-24. јун 2011.       | Јагодина   | Недосегнути корисници                                                                                      |
| 6.  | 6-8. јун 2012.         | Ниш        | Културни програми библиотека                                                                               |
| 7.  | 6-7. јун 2013.         | Смедерево  | Издавачка делатност библиотека Србије                                                                      |
| 8.  | 5-7. јуна 2014.        | Нови Сад   | Дигиталне колекције у библиотекама Србије                                                                  |
| 9.  | 4-5. јун 2015.         | Ужице      | Колекције периодике у српским библиотекама                                                                 |
| 10. | 26-28. мај 2016.       | Крагујевац | Легати и библиотеке целине                                                                                 |
| 11. | 14-16. септембар 2017. | Београд    | Информационо-комуникационе технологије и иновативни сервиси у библиотекама                                 |
| 12. | 7-9. јун 2018.         | Нови Сад   | Рукописна и стара штампана књига                                                                           |
| 13. | 4–6. септембар 2019.   | Вршац      | Електронска грађа и извори у библиотекама                                                                  |
| 14. | 1-3. октобар 2020.     | Врање      | Сарадња и партнерства: креирање нове заједничке визије за библиотеке                                       |
| 15. | 9-11. септембар 2021.  | Лесковац   | Библиотека од куће: изазови и могућности организације библиотечких услуга током пандемије                  |
| 16. | 8–10. септембар 2022.  | Чачак      | Библиотеке и доживотно учење                                                                               |
| 17. | 7–9. септембар 2023.   | Сомбор     | Дeцa и млaди – библиoтeкe зa нoвe гeнeрaциje                                                               |
| 18. | 12–14. септембар 2024. | Ужице      | Библиотеке и циљеви одрживог развоја                                                                       |

## Награде
Током Библионета додељује се награда Заједнице матичних библиотека Србије Награда Ђура Даничић која је установљена у част знаменитог српског писца, преводиоца, културног прегаоца и управника НБС. Та награда се доделјује за целокупан допринос библиотекарству и култури Србије.
Досадашњи добитници награде Ђура Даничић су: 
- 2009 - Миро Вуксановић
- 2010 - Весна Ињац-Малбаша
- 2011 - Стела Филипи-Матутиновић
- 2012 - Награда није додељена
- 2013 - Јасмина Нинков и Мирко Демић
- 2014 - Проф. др Александра Вранеш
- 2015 - Беба Станковић и Мирко С. Марковић
- 2016 - Владимир Шекуларац
- 2017 - Остоја Продановић
- 2018 - Mр Душица Грбић
- 2019 - Драган Којић, Милорад Вучковић и Новка Шокица- Новаковић
- 2020 - Снежана Ненезић и Жељко Стојановић
- 2021 - Соња Шуковић и Селимир Радуловић
- 2022 - Даниела Скоковић
- 2023 - Жаклина Николић
- 2024 - Др Драгана Милуновић

## Штампани зборници Библионета
Зборници Библионета се штампају након саветовања из претходне године и промовишу на следећем скупу. До сада су оштампани следећи зборници:
- Зборник радова Библионет 2024 - Библиотеке и циљеви одрживог развоја : зборник радова; уредила Виолета Стојменовић; Београд : Заједница матичних библиотека Србије ; Ужице : Народна библиотека Ужице, 2024.
- Зборник радова Библионет 2023 - Деца и млади - библиотеке за нове генерације : зборник радова; уредила Виолета Стојменовић; Београд : Заједница матичних библиотека Србије ; Сомбор : Градска библиотека „Карло Бијелицки", 2023.
- Зборник радова Библионет 2022 - Библиотеке и доживотно учење : зборник радова; уредила Виолета Стојменовић ; Београд : Заједница матичних библиотека Србије ; Чачак : Градска библиотека „Владислав Петковић Дис", 2022.
- Зборник радова Библионет 2021 - Библиотека од куће: изазови и могућности организације библиотечких услуга током пандемије : зборник радова ; уредила Виолета Стојменовић; Београд : Заједница матичних библиотека Србије ; Лесковац : Народна библиотека "Радоје Домановић", 2021.
- Зборник радова Библионет 2020 - Сарадња и партнерства : креирање нове заједничке визије за библиотеке : зборник радова; Београд : Заједница матичних библиотека Србије ; Врање : Јавна библиотека "Бора Станковић", 2020.
- Зборник радова Библионет 2019 - Електронска грађа и извори у библиотекама : зборник радова' ; Београд : Заједница матичних библиотека Србије ; Вршац : Градска библиотека, 2019.
- Зборник радова Библионет 2018 - Рукописна и стара штампана књига : зборник радова ; [уреднице Душица Грбић, Светлана Вучковић, Александра Драпшин ; превод с руског језика Слађана Субашић, превод с мађарског језика Петер Хајнерман ; превод резимеа Оливера Кривошић]; Београд : Заједница матичних библиотека Србије ; Нови Сад : Библиотека Матице српске, 2018.
- Зборник радова Библионет 2017 - Информационо-комуникационе технологије и иновативни сервиси у библиотекама : зборник радова; Београд : Заједница матичних библиотека Србије : Библиотека града Београда, 2017.
- Зборник радова Библионет 2016 - Легати и библиотеке целине ; [уредник Татјана Брзуловић Станисављевић, Мирко Демић] ; Београд : Заједница матичних библиотека Србије ; Крагујевац : Народна библиотека "Вук Караџић", 2016.
- Зборник радова Библионет 2015 - Колекције периодике у српским библиотекама : зборник радова ; Београд : Заједница матичних библиотека Србије ; Ужице : Народна библиотека Ужице, 2015.
- Зборник радова Библионет 2014 - Дигиталне колекције у библиотекама Србије ; [главни и одговорни уредник Светлана Јанчић] ; Нови Сад : Заједница матичних библиотека Србије : Градска библиотека, 2014.
- Зборник радова Библионет 2013 - Издавачка делатност библиотека Србије
- Зборник радова Библионет 2012 - Културни програми библиотека
- Зборник радова Библионет 2011 - Недосегнути корисници
- Зборник радова Библионет 2010 - Скривено благо библиотека Србије: најдрагоценији експонати из завичајних збирки јавних библиотека у Србији
- Зборник радова Библионет 2009 - Најбољи пројекти библиотека у Србији 2006-2009
- Зборник радова Библионет 2008 - Библиотечке услуге ; Београд : Заједница матичних библиотека Србије ; Суботица : Градска библиотека, 2008.
- Зборник радова Библионет 2007 - Колекције у библиотекама : формирање, заштита, богаћење, одржавање, ревизија и коришћење ; Београд : Заједница матичних библиотека Србије ; Крушевац : Народна библиотека, 2008.